# Семенівка (Нікопольський район)
Семені́вка — село в Україні, у Томаківській селищній громаді Нікопольського району Дніпропетровської області. Населення — 290 мешканців.

## Географія
Село Семенівка знаходиться на лівому березі річки Топила, вище за течією на відстані 1,5 км розташоване село Петрівка, нижче за течією на відстані 2,5 км розташоване село Топила.

## Постаті
- Дьяченко Володимир Володимирович (1968—2018) — солдат Збройних сил України, учасник російсько-української війни.

## Інтернет-посилання
- Погода в селі Семенівка